# Raft
Raftul este o parte componentă a unei biblioteci, având o formă plată și alungită ca o șosea. De obicei, raftul este confecționat din lemn. Ca funcționalitate, rafturile se utilizează pentru depozitarea bunuri pe mai multe niveluri. Instalarea unui raft se poate face cu ajutorul cuielor sau al niturilor.